# Vápenka (Loučná pod Klínovcem, Háj)
Historická vápenka v krušnohorských lesích je zřícenina závodu na výrobu vápna z poloviny 19. století. Spolu s přilehlým lomem se nachází v katastrálním území Háj u Loučné pod Klínovcem v okrese Chomutov v Ústeckém kraji. Vápenka, která bývá obvykle uváděna jako vápenka u Kovářské, je od roku 1963 chráněna jako kulturní památka.. Areál vápenky je součástí Hornické kulturní krajiny Háj – Kovářská – Mědník, která byla v roce 2014 vyhlášena jako krajinná památková zóna. Krušnohorská vápenka je zároveň tzv. přidruženým objektem Hornického regionu Erzgebirge/Krušnohoří, zapsaného v roce 2019 na seznam Světového dědictví UNESCO. Okolí vápenky je chráněno jako přírodní památka Vápenka v Háji u Loučné pod Klínovcem.

## Historie
Roku 1832 koupila přísečnické panství, ke kterému patřila i Kovářská, majitelka Červeného hrádku hraběnka Gabriela Buquoyová. Vápenka byla v vybudována v polovině 19. století na buquoyském panství v bezprostředním sousedství jednoho ze dvou zdejších lomů, v němž se těžil kalciticko-dolomitický mramor. Z geologického hlediska se jednalo o ojedinělé čočkovité těleso v místních svorech a kvarcitech. Dalším zdrojem mramoru byl 1,5 km vzdálený lom na Vápenném vrchu, ve kterém probíhala těžba pravděpodobně již od poloviny 18. století. Odhaduje se, že zde bylo vytěženo celkem na 1,5 miliónu tun mramoru. V oblasti Krušných hor se nacházela i další ložiska mramoru, konkrétně mezi Božím Darem a Měděncem, v okolí obcí Rotava a Oloví, u Hasištejna, Vykmanova atd. Všechna ložiska, byť i velmi malá, byla v minulosti těžena za účelem výroby vápna. Celkem se na české straně Krušných hor nacházelo šestnáct takovýchto ložisek a na německé straně je dokonce registrováno 93 podobných lokalit.
V areálu vápenky u Kovářské byly dvě polygonální šachtové  pece, ve kterých se topilo dřevem z okolních lesů. Výroba vápna, které se používalo ke stavebním účelům a též jako hnojivo v zemědělství, zde probíhala až do roku 1924.
Ačkoli se jedná o registrovanou a unikátní kulturní památku, kdysi monumentální historická vápenka byla ve velmi špatném technickém stavu, v roce 2004 se jedna z pecí zřítila. Nebyly zde patrné žádné známky zabezpečení stavby, chyběla i jakákoli forma informace pro návštěvníky. Vlastníkem areálu je státní podnik Lesy České republiky. Odpovědným stavebním úřadem je stavební úřad Městského úřadu ve Vejprtech. Příslušným obecním úřadem je OÚ Loučná pod Klínovcem, spadající pod město Kadaň coby obec s rozšířenou působností.

### Rekonstrukce
V roce 2018 proběhlo v okolí staveb odstranění náletových dřevin. Od podzimu 2018 byla prováděna sanace zdiva. Stavbu financoval majitel stavby, státní podnik Lesy České republiky. Cílem oprav bylo objekt staticky zajistit a poté zpřístupnit. Stavební práce, které započaly v květnu 2017, byly dokončeny v listopadu roku 2019. Mj. byla staticky zajištěna jižní a severní věž, dozděny klenby, záklenky a odlehčovací oblouky a bylo opraveno kamenné zdivo, včetně spár. V jižní části věže bylo vybudováno dřevěné schodiště a pultová střecha. U vápenky je nový kamenný chodník, dva přístřešky pro návštěvníky a informační tabule s popisem historie výroby vápna v Krušných horách. Celkově byly v areálu vápenky provedeny opravy v hodnotě 6,6 milionu korun.

## Galerie

Stav vápenky v roce 2014
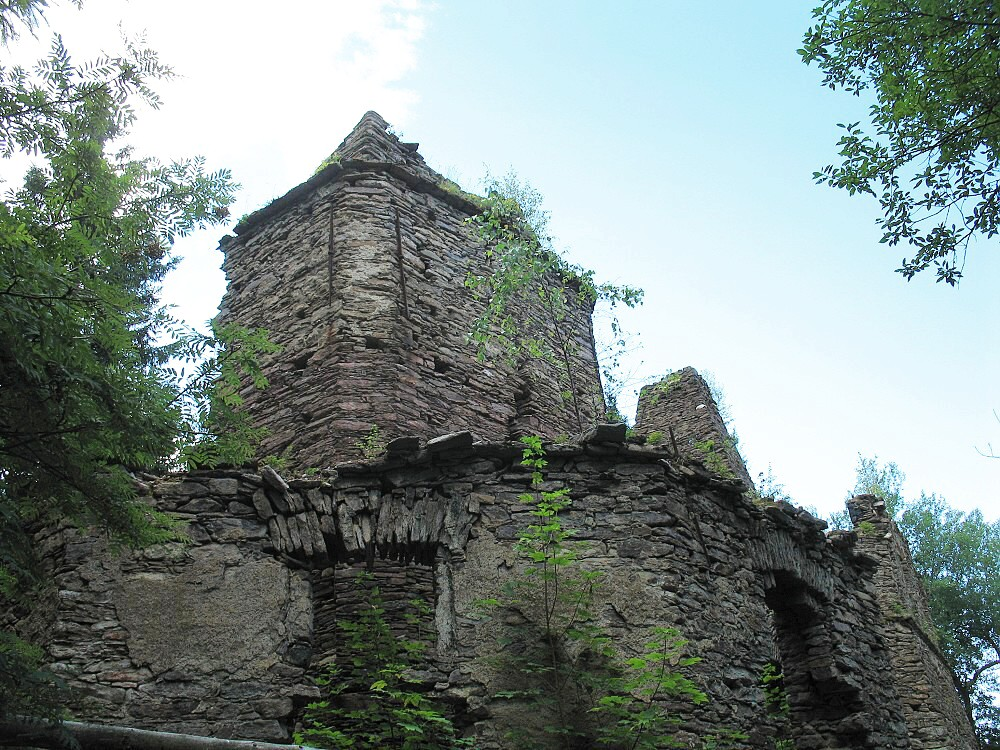
Torzo vápenky připomínalo hradní zříceninu
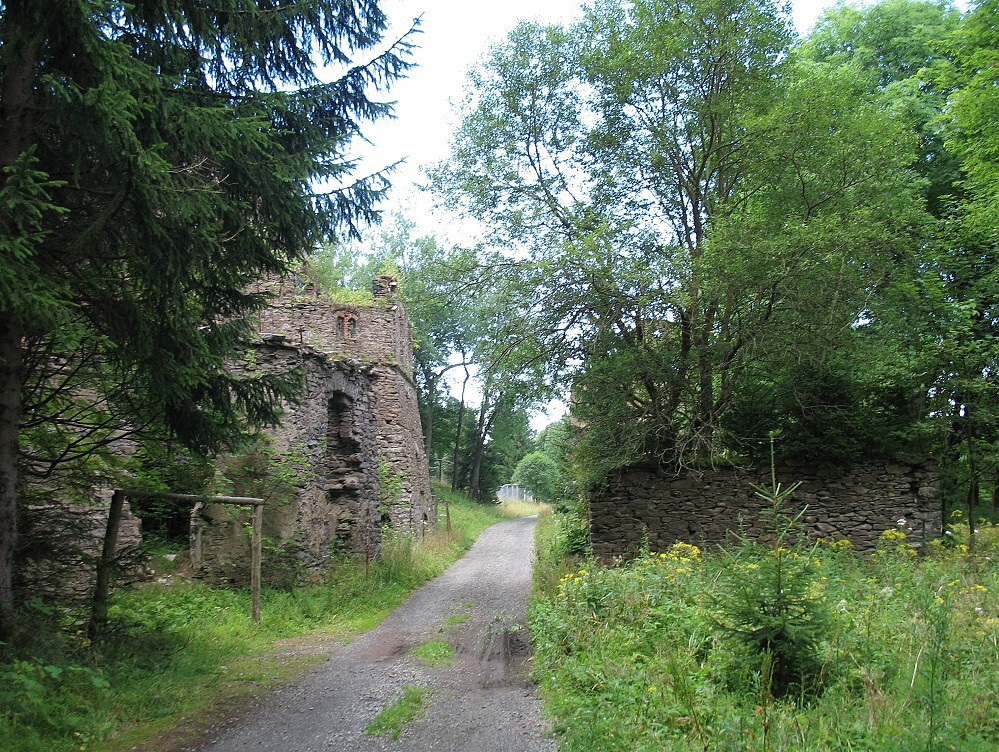
Středem areálu vede lesní cesta
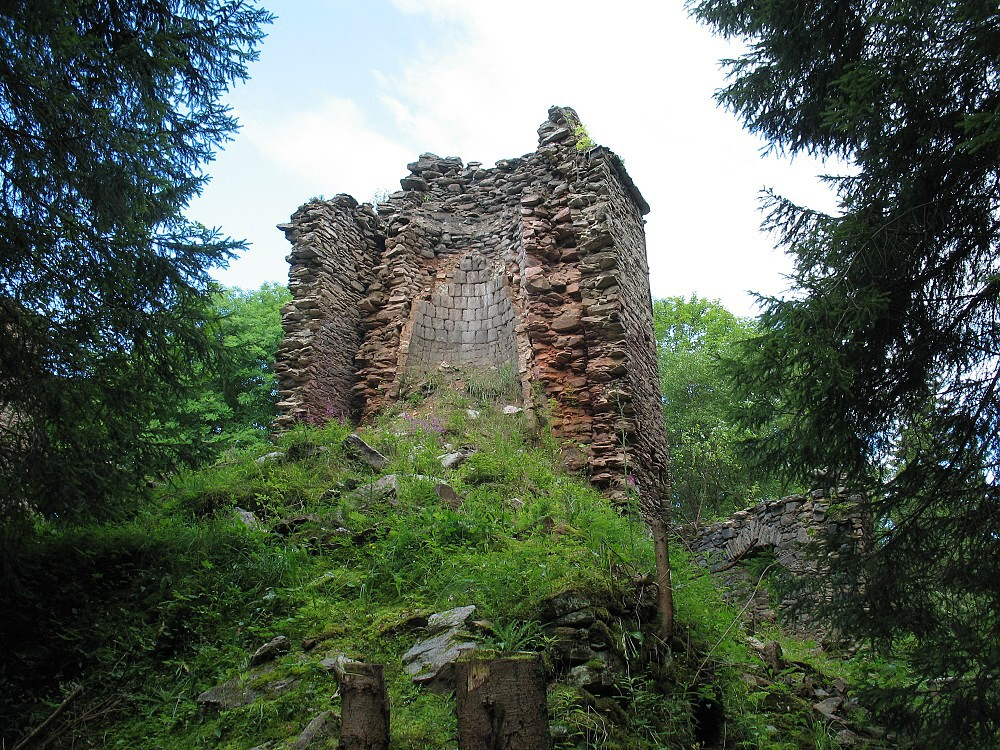
Zřícený komín s obnaženou vyzdívkou
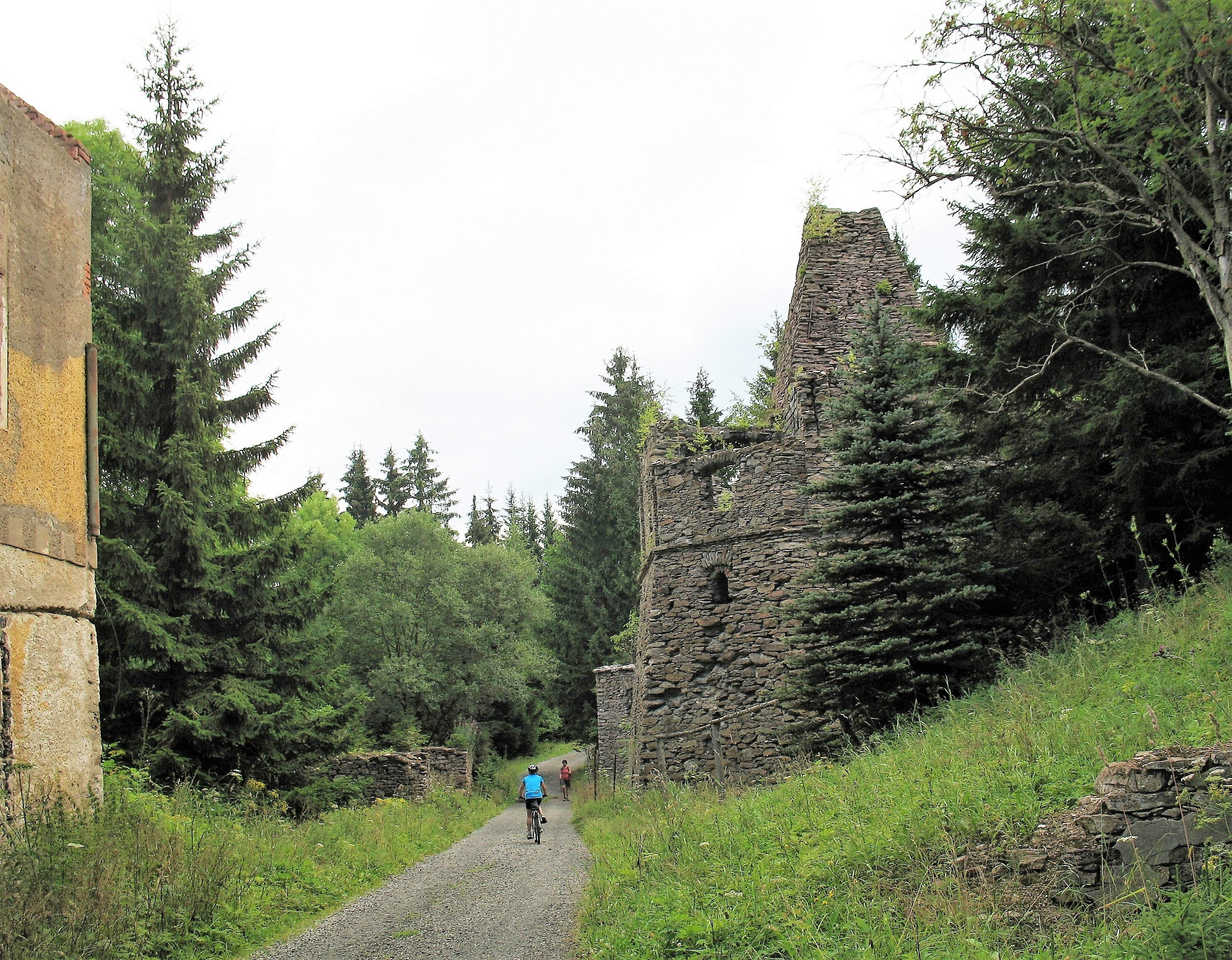
Kolem vápenky projíždějí cykloturisté
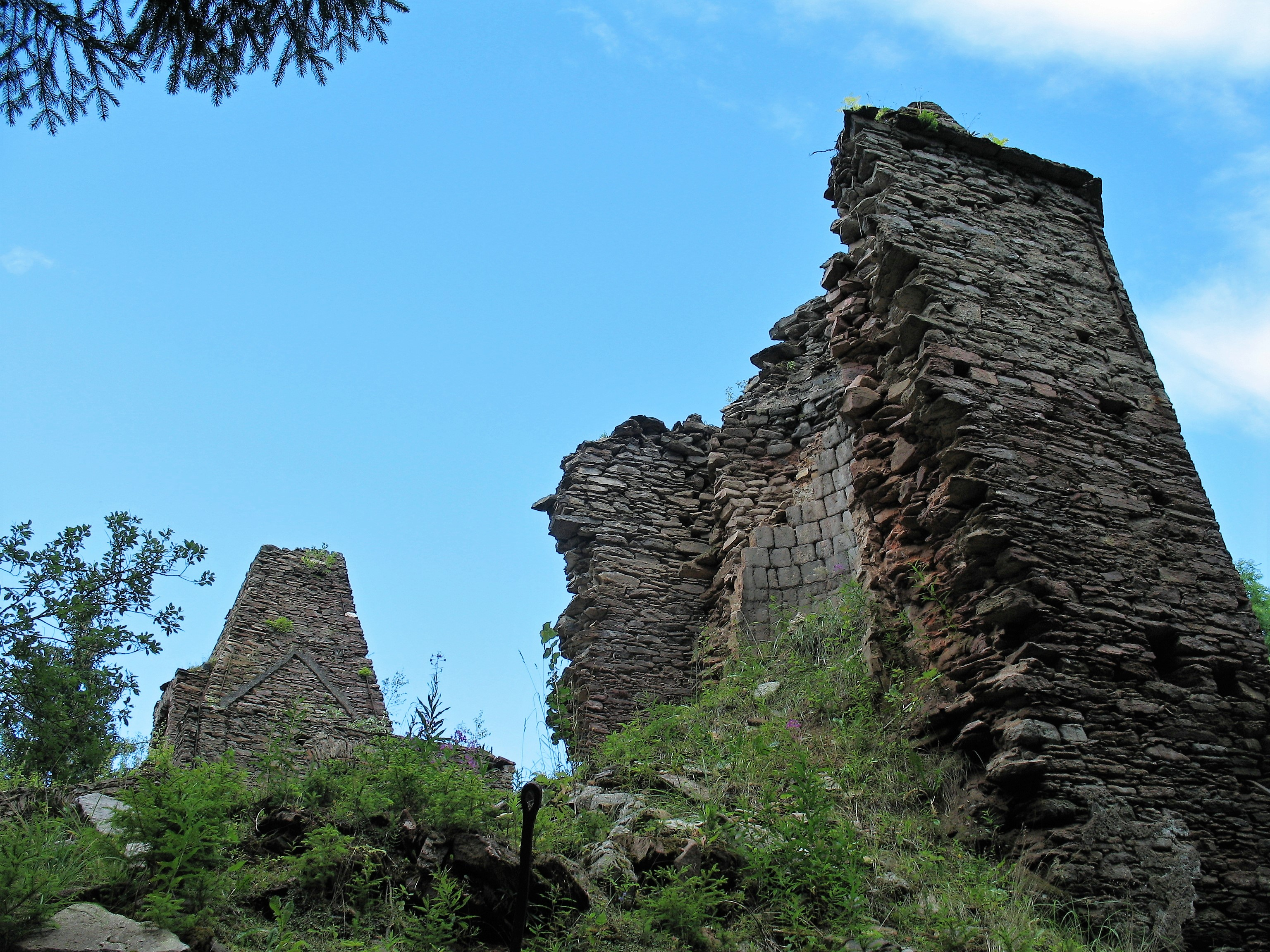
Rozpadající se zdivo

Stav vápenky po opravě v roce 2020
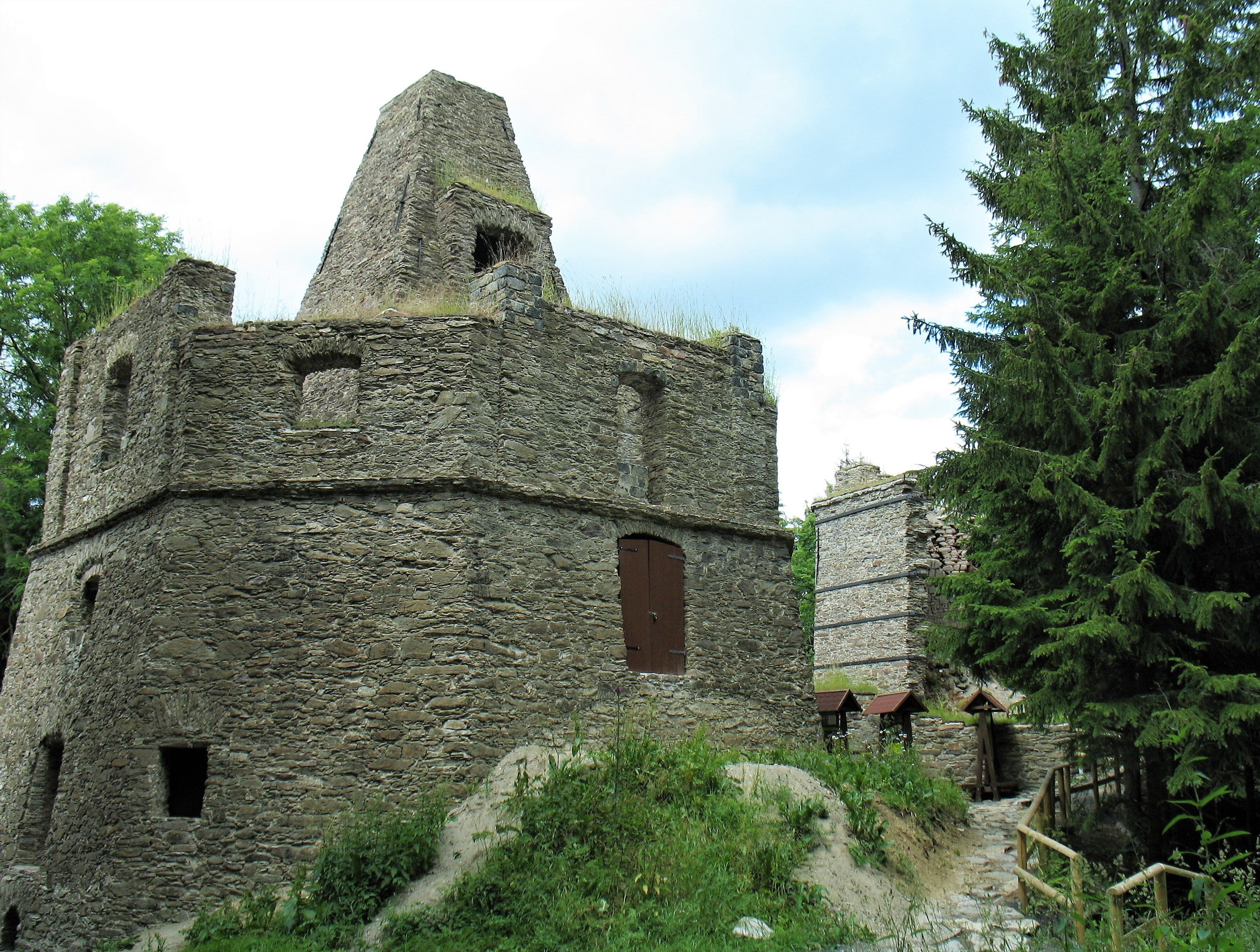
Stavby po opravě
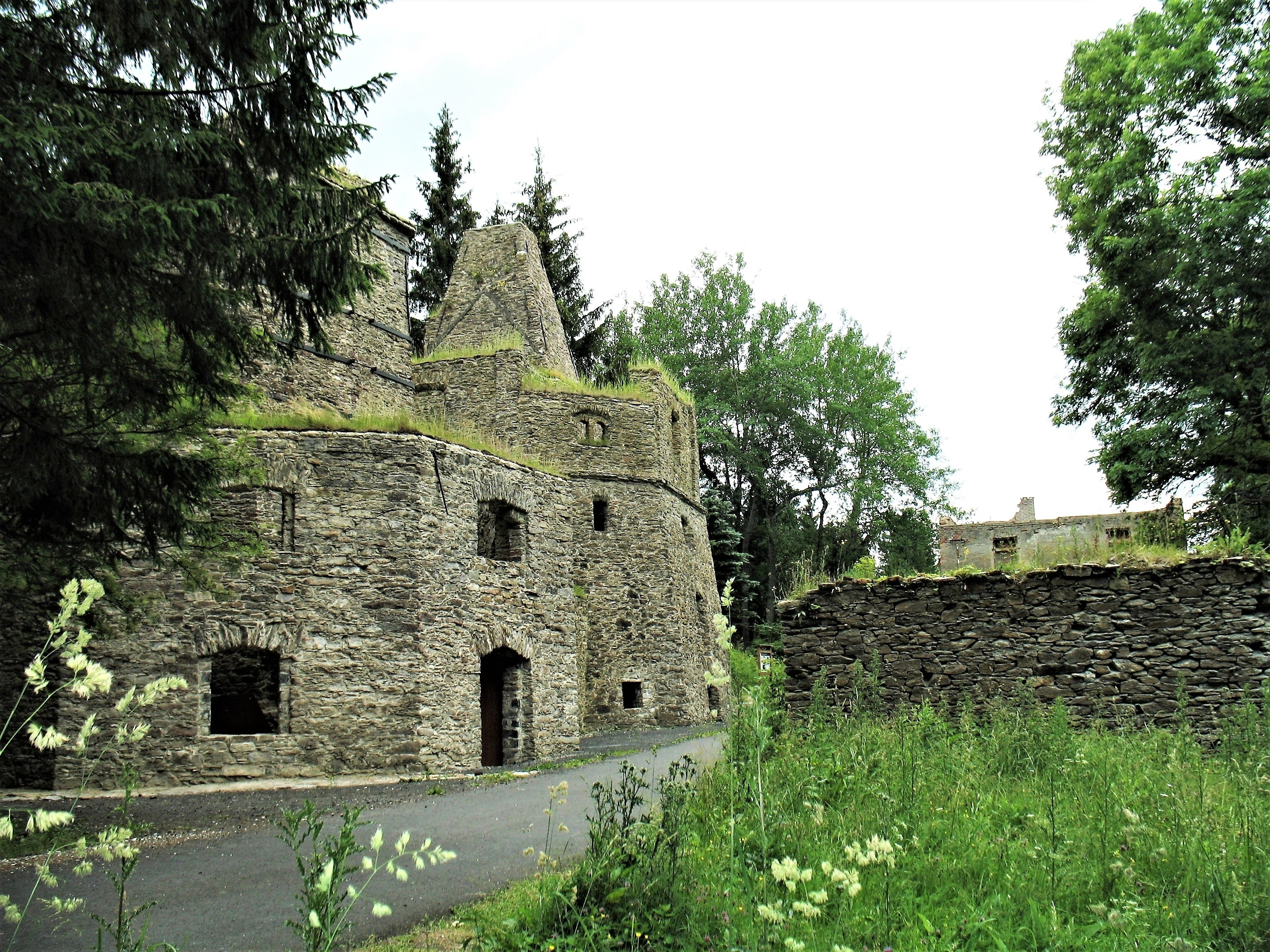
Pohled od vstupu do areálu
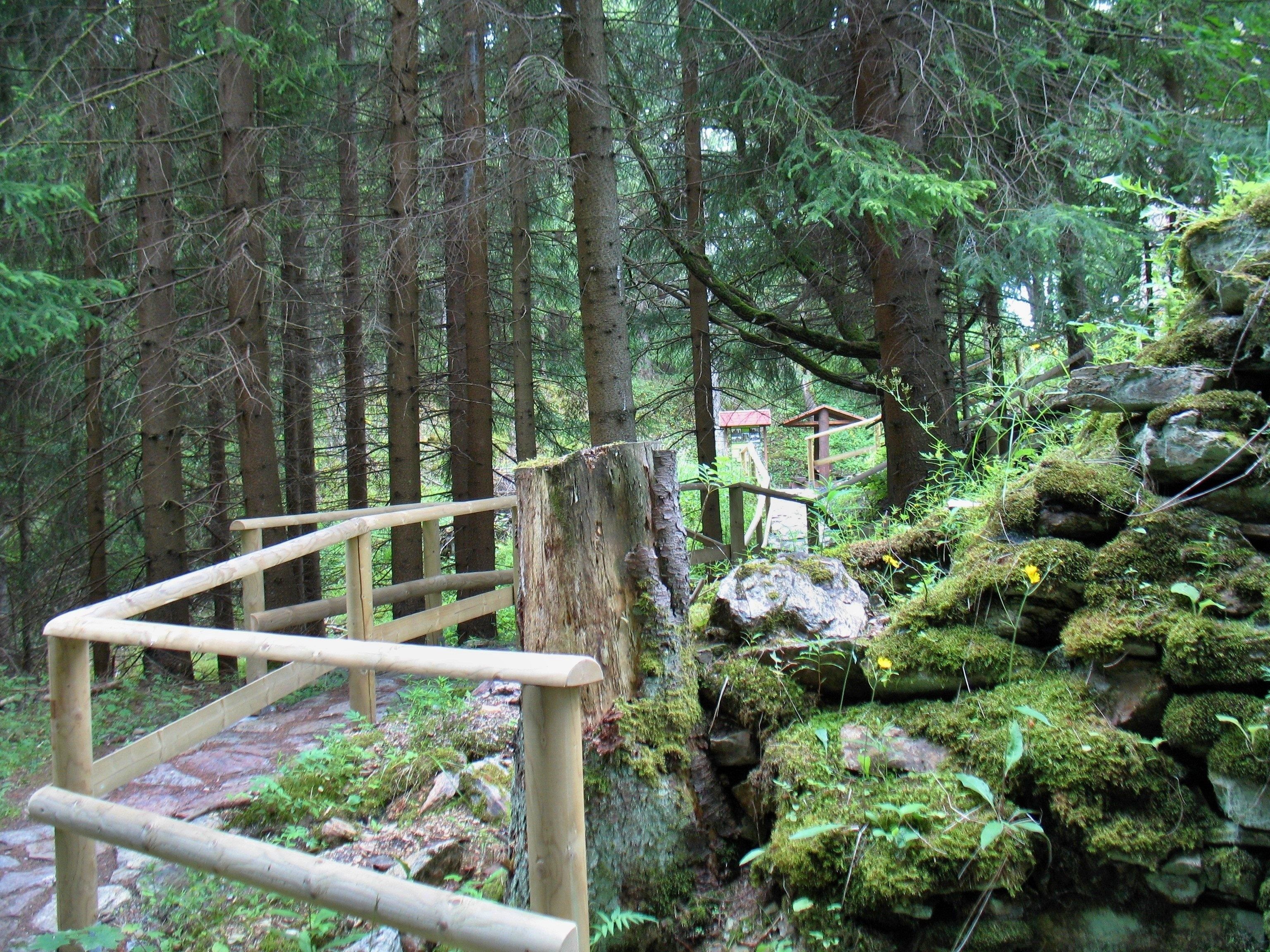
Prohlídkový okruh kolem vápenky
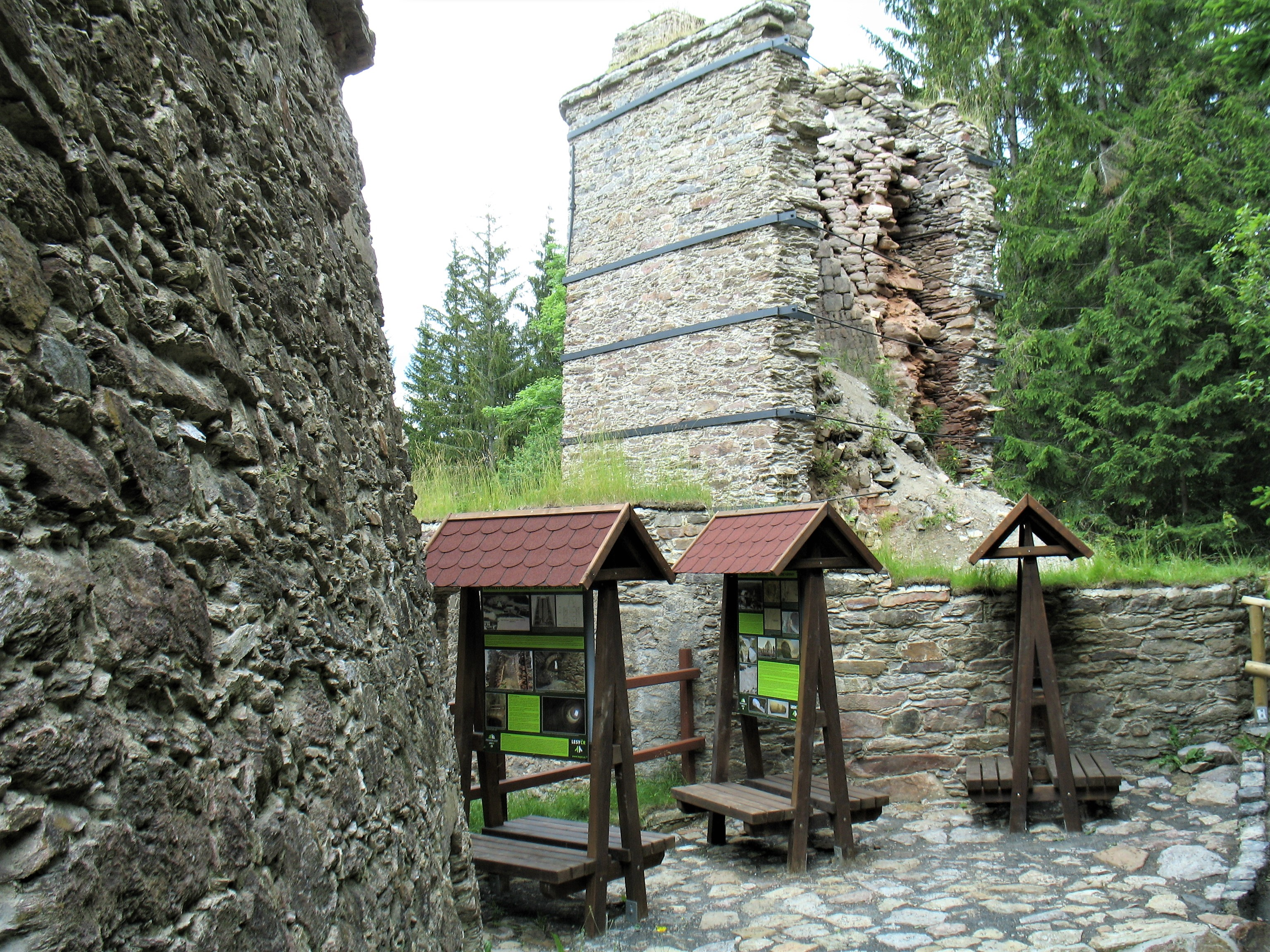
Informace o historii vápenky a vápenictví
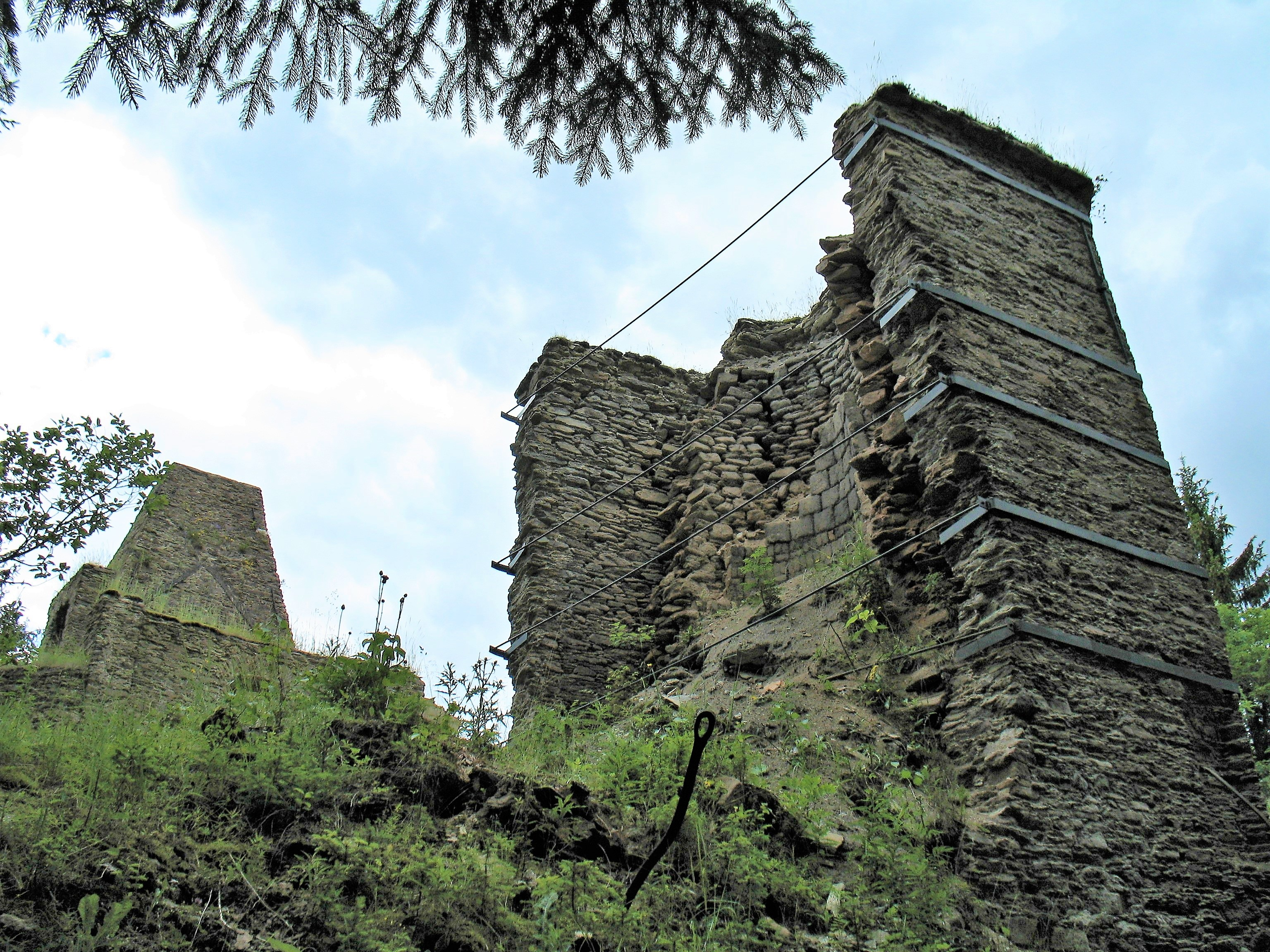
Zabezpečení torza stavby

## Přístup
Objekty historické vápenky se nacházejí cca 950 metrů jihozápadním směrem od železniční zastávky Kovářská na trati Chomutov–Vejprty, která je však obsluhována pouze dvěma páry vlaků denně, a to jen v sobotu, v neděli a ve svátek během letní turistické sezóny. Nejbližší autobusovou zastávkou je zhruba dva kilometry vzdálená zastávka Kovářská, rozc. Elektropřístroj, odkud lze k technické památce dojít po zeleně značené turistické cestě, která poté pokračuje do vsi Háj u Loučné.
Vápenku je možné navštívit v rámci komentované prohlídky s průvodcem. Návštěvníci se při ní mohou podívat do vnitřních prostor vápenky a dozvědět se informace o historii vápenky, technologii provozu pecí a pálení vápence.